# Petter Wastå
Petter Wastå (Alvesta, 2 de fevereiro de 1976) é um ex-futebolista sueco que atuava como goleiro.

## Carreira
Wastå atuou por toda sua carreira profissional no Kalmar FF.

## Titulos
Kalmar FF
 Allsvenskan de 2008
 Copa da Suécia de 2007
 Supercopa da Suécia de 2008